# Luis Arias Duval
Luis Jorge Arias Duval (24 de mayo de 1933-4 de junio de 2011) fue un militar argentino que sirvió durante el terrorismo de Estado en Argentina como oficial de inteligencia.

## Origen
El biografiado nació el 24 de mayo de 1933.

## Servicio
Arias Duval fue un militar importante en el sistema represivo del Proceso de Reorganización Nacional ya que sirvió en el Batallón de Inteligencia 601 desde 1974 hasta 1983.
Fue destinado a Bolivia a dictar clases en la Escuela Militar de Inteligencia entre el 25 de julio y el 30 de agosto de 1977.
El 6 de marzo de 1979 asumió la Jefatura de la Central de Reunión. Esta unidad realizó un operativo en Paso de los Libres (Corrientes) junto al Destacamento de Inteligencia 123 en 1980 donde cinco personas fueron víctimas de desaparición forzada.

## Enjuiciamiento y condena
En 2005, la Corte Suprema de Justicia de la Nación Argentina anuló las leyes de Obediencia Debida y Punto Final. En 2007, se inició el primer juicio contra militares involucrados en el terrorismo de Estado en Argentina. Los hombres de armas en cuestión fueron el ex comandante en jefe del Ejército Cristino Nicolaides y siete exmiembros de la Plana Mayor del Batallón de Inteligencia 601, entre estos, el coronel Arias Duval.
Luis J. Arias Duval fue enjuiciado en la causa «Guerrieri Pascual Oscar y otros/Privación ilegal de la libertad personal» que investigaba sobre la desaparición forzada de cinco personas en 1980, una en Olivos (Buenos Aires) y las demás en Capital Federal. La única sobreviviente fue capturada en Las Cuevas (Mendoza) en 1980 y trasladada, sucesivamente, a Campo de Mayo, Paso de los Libres y Buenos Aires. El 18 de diciembre de 2007, el Juzgado Nacional en lo Federal y Correccional N.º 4 sentenció a los militares de este operativo con condenas de entre 21 y 25 años de prisión. Arias Duval recibió una condena de 21 años.

## Fallecimiento
Luis Jorge Arias Duval falleció el 4 de junio de 2011.